# Вишњове (Жилина)
Вишњове (слч. Višňové) насељено је мјесто са административним статусом сеоске општине (слч. obec) у округу Жилина, у Жилинском крају, Словачка Република.

## Становништво
| Година:    | 1994. | 2004.   | 2014.   | 2024.   |
| ---------- | ----- | ------- | ------- | ------- |
| Број људи: | 2436  | 2520    | 2750    | 3013    |
| Разлика:   |       | +3,44 % | +9,12 % | +9,56 % |

| Година:    | 2023. | 2024.   |
| ---------- | ----- | ------- |
| Број људи: | 3010  | 3013    |
| Разлика:   |       | +0,09 % |

Према подацима о броју становника из 2024. године насеље је имало 3013 становника.